# Sterrengids
De Nederlandse Sterrengids is een astronomische almanak, jaarlijks uitgegeven in opdracht van de Koninklijke Nederlandse Vereniging voor Weer- en Sterrenkunde (KNVWS).  
Hierin worden de voor dat jaar te verwachten astronomische gebeurtenissen en verschijnselen beschreven, zoals waar te nemen vanuit Nederland en België.  Het eerste deel bevat maandkalenders waarin dagelijks staat vermeld wat er te zien is.  Het tweede deel bevat hoofdstukken met tabellen, kaarten, en overige informatie over wat er dat jaar specifiek is waar te nemen aan de zon, de maan, planeten, planetoïden, meteorenzwermen, kometen, sterbedekkingen, veranderlijke sterren, en zgn. deepsky objecten.  Ten slotte bevat de gids een aantal artikelen en appendices met algemene informatie.
De Sterrengids is voor het eerst uitgegeven in 1938 en had tot 1969 hetzelfde uiterlijk (oblongformaat). 1945-1946 was een dubbelnummer.  Sinds 1979 heeft de sterrengids ongeveer de huidige indeling en formaat (A4); sinds 2001 in volkleurendruk.
Al vanaf 1963 werkt Jean Meeus aan de Sterrengids. Inmiddels is de Sterrengids veel uitgebreider geworden en ook het team van redacteurs, schrijvers, en andere medewerkers is veel groter.
De Sterrengids was t/m 2014 een uitgave van Stichting De Koepel, vanaf 2015 van Stip Media, nog steeds in opdracht van de KNVWS.